# Alfred von Auerswald
Alfred von Auerswald, född den 16 oktober 1797 i Königsberg, Ostpreussen, Tyskland (nuvarande Kaliningrad), död den 3 juli 1870 i Berlin, var en preussisk statsminister.
Han var bror till Hans och Rudolf von Auerswald.
von Auerswald var på den förenade lantdagen 1847 en av det konstitutionella partiets ledare samt mars–juni 1848 inrikesminister i Arnims och Camphausens ministärer och bekämpade sedan till 1852 i lantdagen Manteuffels reaktionära politik. Åren 1858–1862 och från 1867 till sin död var han åter deputerad.